# Antoine Busnois

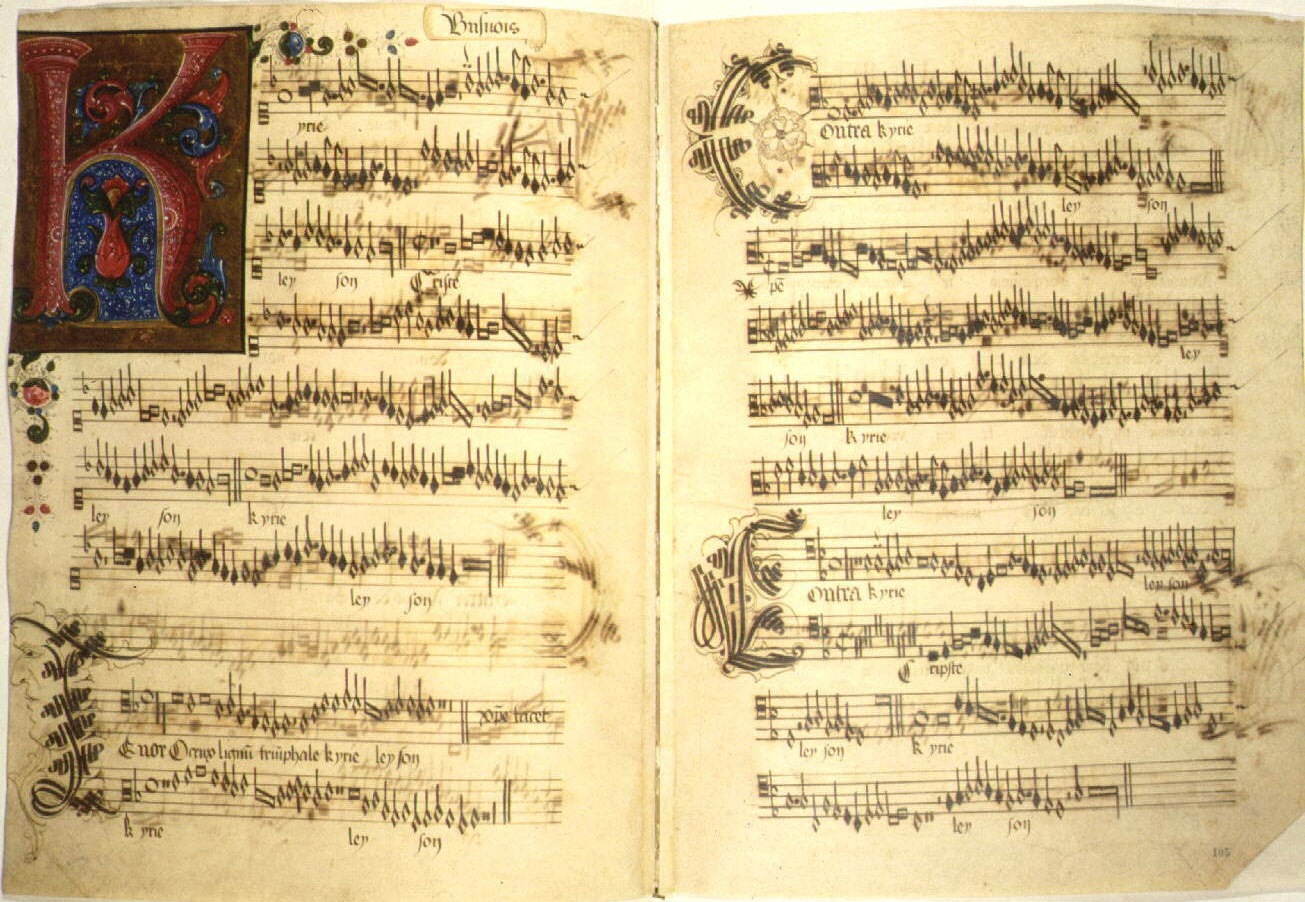
Manoscritto della Messa O Crux Lignum, una messa di Busnois. La data non è certa ma la composizione è probabilmente della metà del XV secolo.

Antoine Busnois (anche Busnoys) (Béthune, 1430 – Bruges, 6 novembre 1492) è stato un compositore e poeta francese, appartenente alla Scuola di Borgogna del primo rinascimento. Famoso come compositore di musica sacra, come mottetti, egli fu anche uno dei più rinomati compositori di chanson profane del XV secolo. Egli fu anche la figura preminente della tarda Scuola di Borgogna dopo la morte di Guillaume Dufay.

## Biografia
I dettagli della sua vita sono puramente da interpretare, ma si presume che nacque a nei pressi di Calais, forse nel villaggio di Busnes, a cui il suo cognome sembra riferirsi. Egli può essere nato in una delle famiglie aristocratiche di Busmes; in particolare, Filippo di Busnes, un canonico della Cattedrale di Notre Dame di Lens potrebbe essere stato un suo parente.
Busnois ricevette un'eccellente educazione musicale, probabilmente nella scuola di musica di una cattedrale nel nord o nel centro della Francia. L'origine aristocratica potrebbe spiegare la sua presenza in giovane età presso la corte francese: sin dal 1450 sembra che vi si trovasse e nel 1461 era già cappellano a Tours. Che non fosse uno stinco di santo è dimostrato da una richiesta di assoluzione, presentata il 28 febbraio 1461, in cui ammette di aver fatto parte di un gruppo di cinque persone che "avevano pestato a sangue" un prete, non una ma ben cinque volte. Mentre era in stato di interdizione dalla messa, ebbe l'ardire di celebrare messa e per questo venne scomunicato; in ogni caso fu poi perdonato da Papa Pio II.
Si spostò quindi nella chiesa collegiata di San Martino, sempre a Tours, dove divenne suddiacono nel 1465.
Johannes Ockeghem era tesoriere in quella chiesa ed i due ebbero modo di conoscersi bene. Alla fine del 1465 Busnois si spostò a Poitiers, dove non soltanto divenne maestro del coro dei ragazzi, ma si adoperò per attrarre dei bravi cantori da tutta la regione; da questo tempo la sua fama di maestro di canto, studioso e compositore si diffuse in tutta la Francia.  In ogni caso partì così improvvisamente, come era arrivato, alla fine del 1466; non si conobbe il motivo della sua partenza ma il suo incarico venne dato nuovamente al suo predecessore. Lasciata Poitiers, Busnois si trasferì in Borgogna.
Dal 1467 Busnois fu alla corte di Borgogna, ed egli iniziò a comporre per Carlo il Temerario prima che questi assumesse il titolo di Duca il 15 giugno; ciò si desume da uno dei suoi mottetti in hydraulis che contiene una dedica dalla quale risulta che era già Conte. Carlo, nel divenire Duca di Borgogna, acquisì presto il soprannome di Carlo il Temerario per la sua fierezza e per le sue ambizioni militari, che contribuirono alla sua morte dieci anni più tardi. Assieme alla sua passione per la guerra, Carlo coltivava la musica e Busnois fu apprezzato e riverito nella corte di Borgogna.
In una lista del 1467, Busnois assieme a Hayne van Ghizeghem e Adrien Basin, era citato come "cantore e valletto di camera" di Carlo.
Assieme alle sue doti di Cantore e compositore dimostrò doti di guerriero accompagnando il Duca nelle sue Campagne militari, così come faceva Hayne van Ghizeghem.
Busnois fu all'assedio di Neuss in Germania nel 1475 e sopravvisse, o non vi partecipò, alla disastrosa Battaglia di Nancy del 1477, nella quale Carlo venne ucciso e cominciò a scemare l'espansione della Borgogna.
Busnois rimase alla Corte di Borgogna fino al 1482, ma non si conosce dove sia stato e cosa abbia fatto fino al 1492 quando morì. Al tempo della sua morte si trovava presso la cattedrale del San Salvatore a Bruges. All'epoca era già conosciuto in tutta Europa ed i suoi manoscritti circolavano largamente nelle principali cappelle ecclestiatiche e di corte.

## Stile e produzione
La sua reputazione fra i contemporanei fu immensa; egli fu, probabilmente, il compositore più conosciuto in Europa fra Guillaume Dufay e Johannes Ockeghem.
Busnois scrisse musica sacra e profana. Della sua produzione sono pervenuti a noi due cantus firmus, due messe e otto mottetti (verosimilmente molte altre opere sono andate perdute). Egli scrisse molti pezzi di antifone Mariane Regina coeli. Stilisticamente, la sua musica può essere considerata una via di mezzo fra la semplicità e l'omofonia della scrittura di Dufay e Binchois e la pervadente imitazione di Josquin Des Prez e Nicolas Gombert.
Egli usò l'imitazione molto talentuosamente, ma in alcune occasioni scrisse delle linee melodiche dolci e cantabili, ed ebbe una forte simpatia per gli accordi di terza anticipando la moda del XVI secolo.
Secondo Piero Aron, Busnois potrebbe essere stato l'autore del famoso motivo L'homme armé, una delle più conosciute melodie del rinascimento e quella più usata dai compositori come cantus firmus per la composizione di Messe.
Sia stato o no il primo a scrivere una messa su detta melodia, egli fu comunque il compositore più influente; l'omonima messa di Obrecht, per esempio, è molto simile a quella di Busnois ed anche la messa di Dufay mostra delle notevoli citazioni. Busnois può anche considerarsi il compositore di un ciclo di sei messe, tutte basate sullo stesso motivo L'homme armé, il cui prezioso manoscritto si conserva nella Biblioteca Nazionale di Napoli.
Busnois scrisse anche della chanson, canzoni profane francesi, e queste sono le composizioni per le quali è più famoso. Molte sono nella forma del rondeaux ma compose anche bergerette; molte di queste composizioni divennero delle Chanson popolari ed alcune di esse erano basate su delle melodie popolari andate perdute. Egli scrisse, molto probabilmente, anche il testo per alcune di esse. Molte di queste melodie vennero usate come cantus firmus per la composizione di Messe anche da compositori di generazioni successive alla sua. Fra queste Fortuna desperata, che venne usata da Obrecht e Josquin. Una chanson molto particolare è Terrible Dame, che non solo è costruita su di un dialogo antifonale, unico nella storia della letteratura delle chanson, ma ha un titolo in francese antico che non richiede una speciale abilità per la traduzione.
Nonostante le chanson di Busnois abbiano solitamente i testi in francese, ve ne sono almeno due con i testi in italiano ed una in fiammingo. La maggior parte sono a tre voci, mentre alcune sono a quattro voci.

## Opere

### Messe
1. Missa L'homme armé;
2. Missa O crux lignum;
3. Patrem Vilayge.

### Messe attribuite a Busnois
1. Missa L'Ardent desir;
2. Missa L'homme armé (I);
3. Missa L'homme armé (II);
4. Missa L'homme armé (III);
5. Missa L'homme armé (IV);
6. Missa L'homme armé (V);
7. Missa L'homme armé (VI) (Queste sei messe, trovate a Napoli, gli sono state attribuite in base alla somiglianza dello stile);
8. Missa sine nomine;
9. Missa Quant ce viendra.

### Mottetti e Magnificat
1. Ad coenam agni providi;
2. Alleluia, verbum caro factum est;
3. Anima mea liquefacta est / Stirps Jesse;
4. Anthoni usque limina;
5. Asperges me (perduto);
6. Conditor alme siderum;
7. Gaude coelestis domina;
8. In hydraulis;
9. Lamento sulla morte di Guillaume Dufay (probabilmente composto nel 1474; perduto);
10. Magnificat sexti toni;
11. Noël, noël;
12. Regina coeli (I);
13. Regina coeli (II);
14. Victimae paschali laudes.

### Magnificat e mottetti attribuiti a Busnois
1. Magnificat octavi toni;
2. Magnificat secundi toni;
3. Incomprehensibilia / Preter rerum ordinem.

### Musica profana (chanson)
1. Acordes moy;
2. Advegne que advenir pourra;
3. Amours nous traicte / Je m'en vois;
4. A qui vens tu tes coquilles;
5. Au gré de mes iculx;
6. A une dame;
7. Au povre par necessité;
8. A vous, sans autre;
9. Bel acueil;
10. Bone chére;
11. Ce n'est pas moy;
12. C'est bien maleur;
13. C'est vous en qui;
14. Con tutta gentileça;
15. Corps digne / Dieu quel mariage;
16. Cy dit benedicite;
17. En soustenant;
18. En tous les lieux;
19. En voyant sa dame;
20. Esaint-il merci;
21. Faictes de moy;
22. Faulx mesdisans;
23. Fortuna desperata;
24. (O) Fortune, trop tu es dure;
25. Ha que ville;
26. In myne zynn;
27. Ja que lui ne;
28. J'ay mayns de bien;
29. J'ay pris amours tout au rebours;
30. Je m'esbaïs de vous;
31. Je ne demande aultre degré;
32. Je ne demande lialté;
33. Je ne puis vivre ainsi;
34. Joye me fuit;
35. Laissez dangier;
36. L'autrier la pieça /En l'ombre du buissonet / Trop suis jonette;
37. L'autrier que passa;
38. Le corps s'en va;
39. Le monde a tel;
40. Ma damoiselle;
41. Maintes femmes;
42. Ma plus qu'assez;
43. Ma tres souveraine princesse;
44. M'a vostre cueur;
45. Mon mignault / Gracieuse, playsant;
46. Mon seul et sangle souvenir;
47. On a grant mal / On est bien malade;
48. Pour entretenir mes amours;
49. Pucellotte;
50. Quant j'ay au cueur;
51. Quant vous me ferez;
52. Quelque povre homme;
53. Quelque povre homme;
54. Resjois toy terre de France / Rex pacificus;
55. Seule a par moy;
56. Soudainementmon cueur;
57. Terrible dame;
58. Une filleresse / S'il y a compagnion / Vostre amour;
59. Ung grand povtre homme;
60. Ung plus que tous;
61. Vostre beauté / Vous marchez;
62. Vostre gracieuse acointance.

### Lavori di dubbia attribuzione
- Amours, amours, amours;
- Amours fait moult / Il est de binne heure né /Tant que nostre argent dura;
- Cent mile escus;
- Et qui la dira;
- J'ay bien choisi;
- Il sera pour vous canbatu / L'homme armé;
- Je ne fay plus;
- Je suis venu;
- Le serviteur;
- Quant ce vendra;
- Sans avoir (S'amours vous fiu o Malagrota);
- Se brief puis.